# 唱片騎師

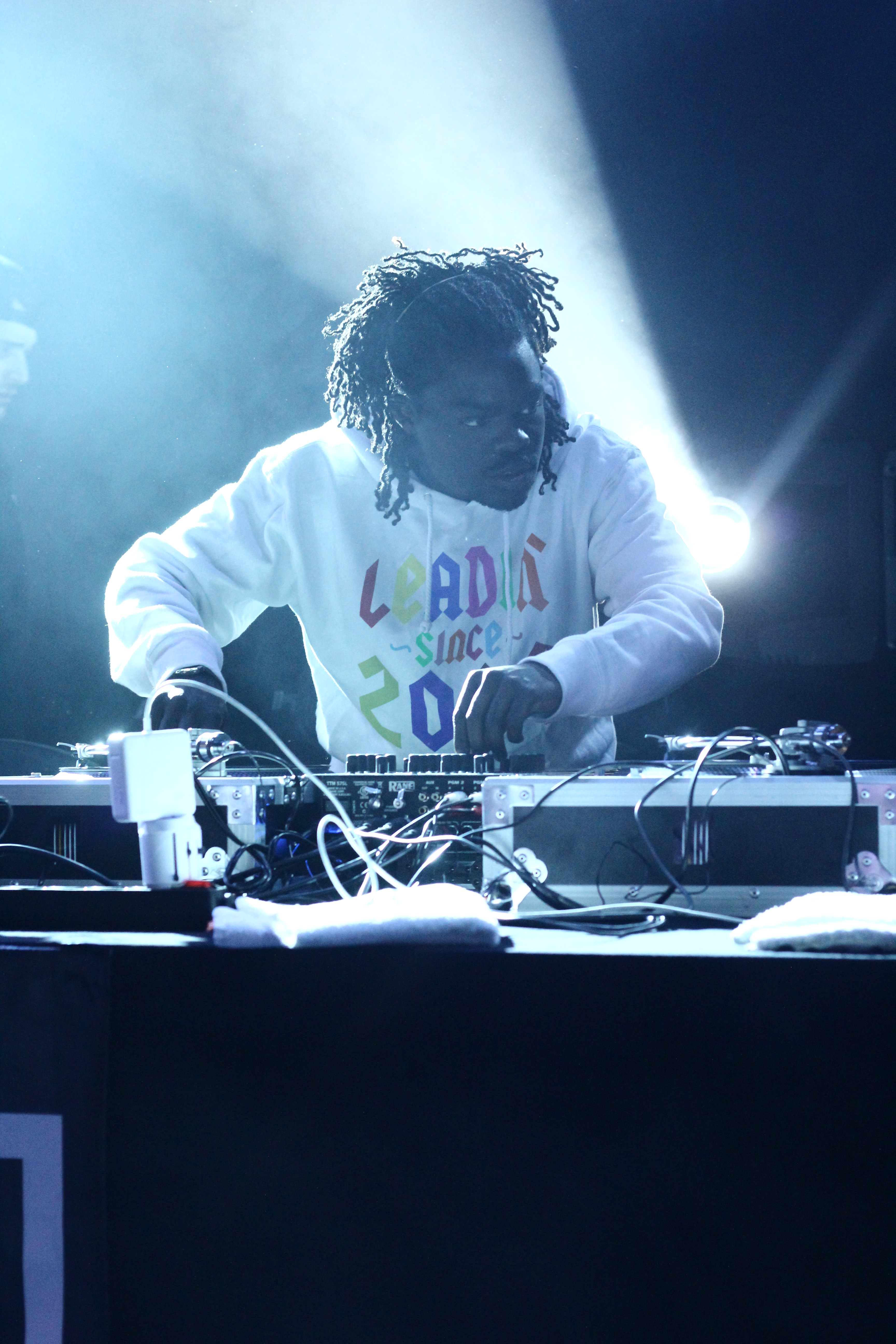
2014年与丹尼·布朗一起表演的DJ

唱片騎師（英語：Disc Jockey，缩写為）是指選擇並且播放事先錄好的音樂（如流行歌），並在現場以電腦、CDJ、DJM混音，製造出不同於原曲的獨特音樂，來為他人帶來娛樂的人，工作地点可能是電視台或廣播點唱節目，或者在其他一些聚會中表演，比如舞廳、舞會以及演唱會。
DJ有許多不同的類型，以符合不同的表演場合（比如廣播室、夜總會或舞廳）和不同聽眾（比如爵士迷或嘻哈迷）的需求。一個DJ的表演風格和表演技巧必須反映出這些需求。比如說，結婚典禮上的DJ除了播放音樂外，他們可能也必須扮演典禮主持人的角色，要去介紹宴會的焦點、主角以及帶領來賓互動等。銳舞派對中的DJ則必須在他們的表演中呈現出較多的放歌技巧，例如以電子音(電音)重新混合流行歌等，以維持現場的氣氛和帶動現場。

## 历史
在19世纪末，随着家用留声机的大规模市场营销，播放录制音乐供舞蹈和派对使用开始兴起。
英国广播电台DJ吉米·萨维尔于1943年举办了他的第一个现场舞会，当时他使用了一台单转盘和一个临时音响系统。四年后，萨维尔开始使用两台焊接在一起的转盘，形成了一个单一的DJ控制台。1947年，巴黎的Whisky à Gogo成为了第一个迪斯科舞厅。1959年，德国的第一个迪斯科之一Scotch Club在亚琛开业，来访的记者克劳斯·奎里尼（后来的DJ海因里希）在播放唱片时发表评论，主持观众游戏并宣布歌曲。他播放的第一首歌是拉莱·安德森的热门单曲Ein Schiff wird kommen。
20世纪60年代，鲁迪·博扎克开始制作第一个DJ混音台，这是专门为DJ混音设计的调音台。在20世纪60年代末至70年代初的牙买加音响系统文化中，制作人和音响系统操作员（DJ）金·塔比和制作人李·“刮痕”·佩里是被称为Dub音乐流派的先驱。他们尝试基于磁带的作曲; 强调重复的节奏结构（通常剥夺其和声元素）; 电子操纵空间; 来自大众媒体的声音材料的声音操纵;和其他创新技术中的混音音乐。众所周知，牙买加舞厅文化对美国嘻哈文化产生了重大影响。

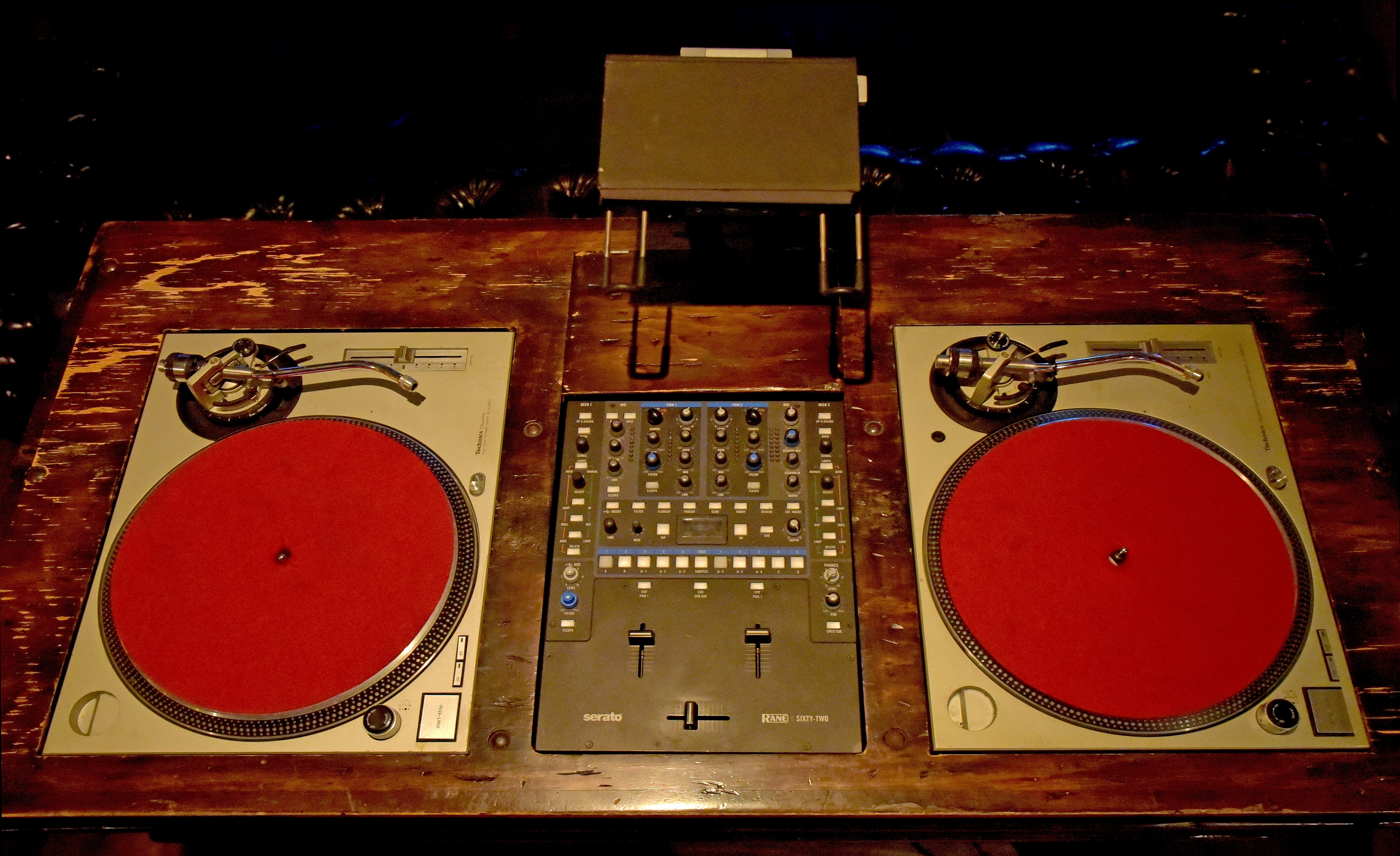
复古DJ站。DJ混音台放置在两台唱机之间。

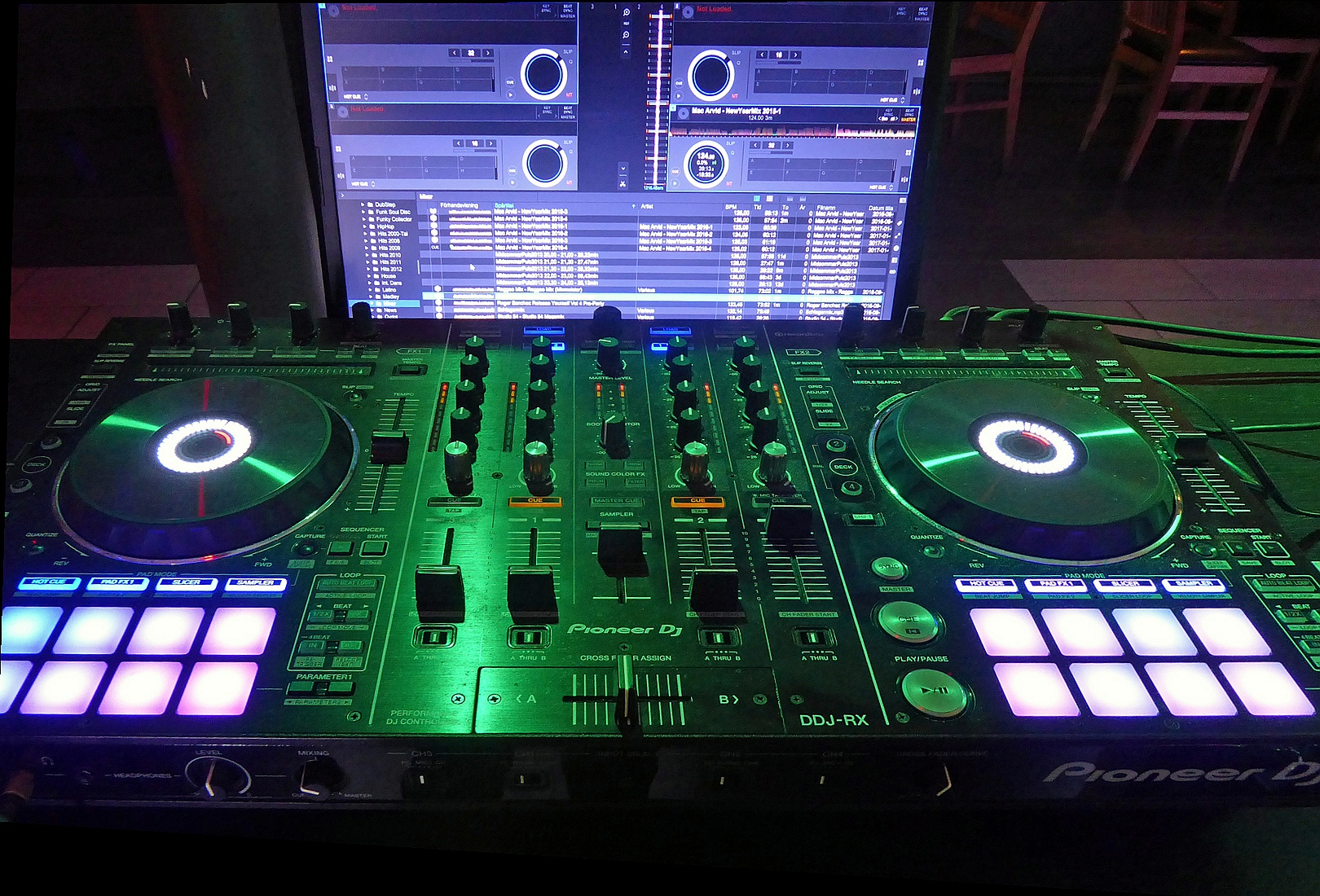
搭载混音软件rekordbox的Pioneer DDJ-RX控制器在计算机上运行。这个数字DJ工作台的物理设置（两个主要工具“唱片”，主要的混音控制器位于中间）与上面的旧模拟DJ设备的风格非常相似，因为后者是标准和“最佳实践”。

DJ 唱盘技艺的起源与直驱唱盘的发明有关。早期的皮带驱动唱盘对于唱盘技艺和混音来说并不适用，因为它们启动时间较慢，并且容易磨损和损坏，因为皮带会在倒放或刮擦时断裂。第一个直驱唱盘是由工程师小畑修一在松下（现在的Panasonic）发明的，总部位于大阪，日本。它取消了皮带，改用电机直接驱动放置在其上的唱片。1969年，松下将其发布为SP-10，市场上第一个直驱唱盘，也是他们有影响力的Technics系列唱盘机的第一个。
1972年，Technics开始制造他们的SL-1200唱盘机，采用高扭矩直驱设计。SL-1200启动迅速，其耐用的直接驱动使得DJ能够操纵唱盘，就像刮擦技术一样。嘻哈DJ开始将Technics SL-1200作为音乐乐器使用，以使用刮擦和节奏混合等唱盘技艺技术操纵唱片，而不仅仅是混音唱片。这些技术是在20世纪70年代由DJ库尔·赫克、大巫师西奥多和非洲·邦巴塔等人发展出来的，当时他们使用Technics的直接驱动唱盘，发现即使DJ在唱盘上前后晃动唱片，电机仍然会以正确的每分钟转数继续旋转。
1980年，日本公司罗兰发布了TR-808，一种模拟的节奏/鼓机器, 其中有独特的人工声音，如其低沉的低音鼓和锐利的小军鼓，以及类似节奏的节奏. 黄魔术乐团在1980年使用该仪器影响了嘻哈先驱非洲·邦巴塔，之后TR-808将被广泛采用于嘻哈DJ中，808声音至今仍然是嘻哈音乐的核心。 1981年发布的罗兰TB-303，一种低音合成器，对电子舞曲流派，如techno和house音乐产生了类似的影响，还有罗兰的TR-808 和TR-909鼓机。
1982年，CD格式发布，推动了数字音频的普及。1998年，第一个MP3数字音频播放器，Eiger Labs MPMan F10，推出。同年1月，在BeOS开发者大会上，N2IT展示了FinalScratch，这是第一个允许DJ通过特殊的时间编码黑胶唱片或CD来控制MP3文件的数字DJ系统。虽然这一新概念需要一些时间才能在“死忠的黑胶DJ”中流行起来，但这成为数字DJ革命的第一步。制造商与计算机DJ先驱合作，提供专业认可，第一个就是教授詹姆（又名威廉·P·雷德），他继续开发了行业的第一个专门的计算机DJ大会和学习计划，“CPS（计算机化表演系统）DJ峰会”，以帮助传播这项新兴技术的优势。
2001年，Pioneer DJ开始制造CDJ-1000 CD播放机，使得数字音乐录音与传统DJ技术的结合首次成为可能。随着2000年代的进展，笔记本电脑变得更加强大和负担得起。DJ软件、专业的DJ声卡以及DJ控制器被开发出来，供DJ使用笔记本电脑作为音乐来源，而不是使用唱盘或CDJ。在2010年代，与之前的笔记本电脑一样，平板电脑和智能手机变得更加强大和负担得起。DJ软件被编写成在这些更加便携的设备上运行，而不是在笔记本电脑上，尽管笔记本电脑仍然是DJ的常见计算机类型。

## 參看
- 播音員
- 廣播節目主持人